# マリー・ロジェの謎
「マリー・ロジェの謎」（マリー・ロジェのなぞ、The Mystery of Marie Rogêt）は、エドガー・アラン・ポーの短編小説。突然の失踪の後、水死体となって発見された香水店の看板娘の事件の謎をC・オーギュスト・デュパンが推理する。「モルグ街の殺人」に続いてデュパンが探偵役として登場する推理作品の第2作であり、また現実の殺人事件をモデルにした最初の推理小説であると考えられている。『スノウデンス・レディース・カンパニオン』1842年11月号、12月号、1843年2月号に分載された。

## あらすじ

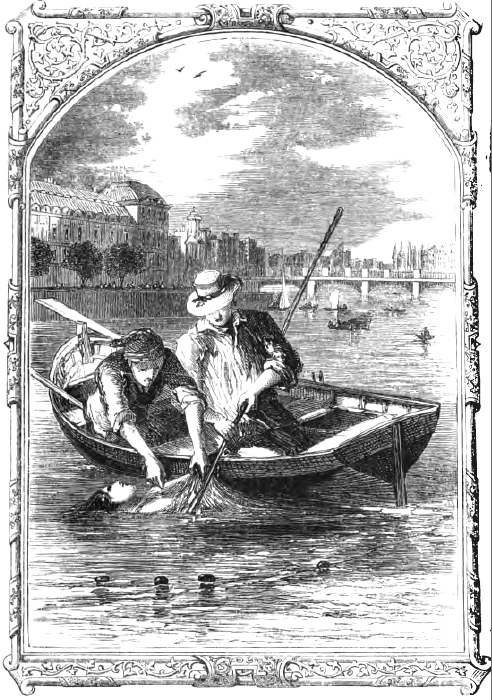
1853年の挿絵（作者不詳）

前作「モルグ街の殺人」での活躍のあと、C・オーギュスト・デュパンはすっかりパリ警察から一目置かれる存在となっており、しばしば事件の解決のための協力を依頼されるようになっていた。「モルグ街」の事件から2年経った頃、ある若い娘の殺人事件が世間を騒がせるようになる。犠牲者のマリー・ロジェは母親と2人暮らしをしている女性であり、その美貌に目をつけた商人に依頼され香水店の売り子をしていた。しかしあるとき不意に店からいなくなり、そのときは1週間後になにごともなかったかのように再び姿を現した。それからは香水店もやめて母の家に引きこもっていたが、その5ヵ月後、ふたたび姿を消した彼女が、4日後にセーヌ川で死体となって発見された。
語り手とデュパンはしばらく前から世間と隔絶した生活を送っていたためにこの事件のことを知らなかったのだが、警視総監に依頼され協力を求めると、まず新聞各紙を集めて報道記事を拾っていった。デュパンはその中から各紙の報道の食い違いや矛盾を次々と指摘していき、やがて犠牲者の隠れた恋人である海軍士官の犯行を推理する。

## 解題
作品の冒頭で明示されている通り、「マリー・ロジェの謎」は実際にあった殺人事件をモデルにして書かれている。もとになっているのはニューヨークで起こったメアリー・ロジャース（Mary Rogers）の殺人事件である。彼女は1820年にコネティカット州ライムに生まれたと推測される女性で（出生の記録は現存していない）、1838年10月4日、ニューヨーク市において失踪し、「美しい煙草売り娘」として有名となった。このときは数日後に無事に戻ったことが新聞各紙で報道されており、海軍士官と駆け落ちしようとしていたのだとも噂された。そして3年後の1841年7月25日に再び失踪し、28日にニュージャージー州においてハドソン川に死体となって浮かんでいるのが発見された。著名人となっていた彼女の死は数週間の間アメリカ中の注目を集めた。数か月後、まだ捜査が続けられていた中で、彼女の婚約者が服毒自殺を遂げた。
「マリー・ロジェの謎」は舞台をパリに移しながらも上述の事件の大枠をほとんどそのまま採用している。ポーは推理小説という形式を借りて、アメリカ中に知られていた当時進行中の事件の解明を試みたのである。ある書簡でポーは次のように書いている「デュパンによる謎の解決にかこつけて、私はニューヨークで起こった現実の悲劇を非常に厳密な分析を行なったのです」。現実のほうの事件は非常にメディアから注目されていたにもかかわらず迷宮入りとなったが、ポーはこの事件の関係者が作品内で展開した推理を肯定したことを後の版に記している。
現実の出来事（特に殺人事件）をフィクションの筋に採用することは、当時のアメリカ文学ではよく行なわれていたことであった。ポー自身もこれ以前に「ビーチャム＝シャープの悲劇」と呼ばれる現実の殺人事件を『ポリティアン』という戯曲にしようと試みているし、ウィリアム・ギルモア・シムスやトーマス・ハリー・シャイヴァースなども現実の殺人を扱った小説を発表していた。しかし、それを推理小説という形で行なったのはこの作品が最初だと考えられている。
ただし、「マリー・ロジェの謎」は作品としては成功しているとは言い難い。初期の批評は以下のように評している。

これは物語というよりもエッセイだと言ったほうがよさそうだ。推理能力のエクササイズの退屈さはあれ、エッセイとしてなら成り立ちうる。だが物語としてはほとんど成立していない。この作品には血が通っていないのだ。登場人物は動きもしなければ喋りもしない...分析論を専門とする学生とか犯罪学の熱心な愛好者とかであれば、ある程度の偽らぬ興味を持って読むこともできるだろうが。